# Reverse graffiti

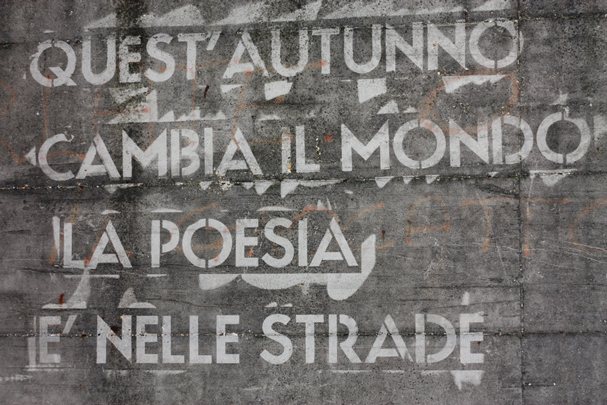
Reverse graffito realizzato a Torino per l'iniziativa 'I muri di Mirafiori'

La tecnica del Reverse graffiti, definita anche clean advertising, clean tagging o green graffiti, è un nuovo metodo utilizzato per creare immagini e messaggi temporanei su pareti verticali o marciapiedi, rimuovendo lo sporco dalla superficie e giocando appunto sul contrasto che si crea tra area sporca e area pulita.
Anche scrivendo 'Lavami' con un dito su un vetro coperto di polvere si crea un reverse-graffito.
La tecnica viene utilizzata sia in ambito artistico che pubblicitario: uno dei primi ad utilizzarla è stato l'artista inglese Paul Moose Curtis con il suo ReverseGraffitiProject.

## Origini
L'artista inglese Moose Curtis è uno dei primi artisti ad aver utilizzato i reverse graffiti per le sue installazioni: come spiega nel suo documentario, il suo primo approccio a questa tecnica è stato del tutto casuale mentre lavava i piatti.
La prima realizzazione di un reverse graffito di grandi dimensioni è invece opera di Alexandre Orion, un writer brasiliano che in una notte del 2007 ha disegnato oltre 1000 teschi in un sottopassaggio della città di San Paolo. 
L'opera è stata poi completamente cancellata dagli addetti alla pulizia della città.
Anche il famoso writer inglese Banksy ha creato delle opere utilizzando queste tecnica.

## Campagne Pubblicitarie
Al pari di altre arti urbane la tecnica è stata importata ed utilizzata in svariati modi nel mondo della comunicazione non convenzionale.
Negli ultimi anni diverse agenzie di tutto il mondo hanno inserito tra i propri servizi campagne di reverse graffiti e clean advertising. Il trend è partito da Inghilterra e Olanda, per poi muoversi anche in Germania, Italia e molti altri paesi europei. 
Campagne come quelle per Carlsberg o Renault sono state citate e commentate in numerosi blog e magazine di settore.
Anche alcune Pubbliche Amministrazioni come il Comune di Milano ed il Comune di Cesena hanno iniziato ad utilizzare questa tecnica per comunicare con i propri cittadini.
Gli addetti ai lavori del mondo del marketing e della pubblicità hanno iniziato ad accorgersi di questa tecnica, che chiamano "clean advertising" o "clean graffiti".

## Sostenibilità
I reverse graffiti sono diventati uno dei media più interessanti nel mondo del marketing ecologico (green marketing), una branca del marketing sviluppatasi in concomitanza con l'esplosione dell'economia verde.
La potenza di questa tecnica è legata al fatto che ogni graffito è realizzato con sola acqua, senza additivi di alcun tipo, ed ha un tempo di vita naturalmente temporaneo, e dunque un impatto ridotto sull'area in cui viene installato.
Non viene utilizzata carta, né tantomeno inchiostro, per cui la produzione di rifiuti è estremamente ridotta. Lo stencil che forma la sagoma del messaggio è unico, e può essere riutilizzato per creare migliaia di ripetizioni.
Inoltre, analizzando l'impronta idrica che ogni oggetto ha sull'ambiente, si può notare come un reverse graffito richieda un numero di litri d'acqua estremamente inferiore a quello di un cartellone delle stesse dimensioni.

## Autorizzazioni
Ad oggi non esiste né in Italia né in altri paesi una regola che tuteli o vieti la creazione di reverse-graffiti. In alcuni casi si è cercato di impedire l'utilizzo di questa tecnica per realizzare graffiti o grafiche di vario genere in aree pubbliche, ma nessuno di questi tentativi è andato a buon fine, data la natura temporanea e poco invasiva della pratica. Per questo motivo artisti e agenzie di comunicazione operano in un cono d'ombra dal punto di vista legale.
In Inghilterra una legge del 1990 (Town & Country Planning Act 1990 section 224) dichiara che la realizzazione di messaggi pubblicitari senza le necessarie autorizzazioni è un atto illegale (consultare il sito: http://www.communities.gov.uk/publications/planningandbuilding/outdooradvertisements). Proprio a causa di questo severo provvedimento, dal gennaio 2011 l'agenza cross-mediale CURB Media sta lavorando con la Pubblica Amministrazione di Leeds per scrivere un codice che regolamenti il clean advertising, e lo faccia diventare un media istituzionale.
In Italia diverse Pubbliche Amministrazioni hanno inserito la tecnica dei reverse graffiti nel proprio media-plan: il Comune di Rimini li ha utilizzati per promuovere nell'ottobre 2010 l'evento Ambiente Festival, il Comune di Cesena ha organizzato tre diverse campagne per comunicare ai cittadini alcune iniziative inerenti all'energia solare, alla mobilità sostenibile e alla riduzione dei rifiuti, mentre il Comune di Milano li ha fatti rientrare nel piano di comunicazione della nuova Area C.